# Paracles rudis
Paracles rudis är en fjärilsart som beskrevs av Butler 1882. Paracles rudis ingår i släktet Paracles och familjen björnspinnare. Inga underarter finns listade i Catalogue of Life.